# 范培培
范培培（1985年1月14日—），中国足球运动员，司职后卫，最後效力于中乙球队大连千兆。

## 职业生涯
2013年1月21日，签约 重庆力帆。